# Jürgen Berlaković
Jürgen Berlaković (Veliki Borištof, 1970.) je austrijski glazbenik, literarno-glazbeni aktivist i romanopisac hrvatske nacionalnosti. Berlaković se etablirao u alternativnoj sceni za eksperimentalnu glazbu i literarno-glazbeni akcionizam te se pojavljuje i kao autor romana. 
Svoj prvi roman Tobman predstavio je 1. listopada 2018. Roman predstavlja prikaz bizarne sadašnosti i svijeta, koji se udaljio od svake logike i vjerodostojne interpretacije. U romanu novinar Frank Tobman od svojega terapeuta dobije pametni sat s psiho-aplikacijom. Ta aplikacija može Tobmanova zapažanja i misli stalno pretvarati u tekst, koga istovremeno pohranjuje u „cloudu“ prakse terapeuta. I tako počne 24-satni dugi proces snimanja i pretvaranja misli i zapažanja. Roman je predstavljen u emisiji "Rub i sredina" u programu ORF Gradišće 1. listopada 2018.
U svibnja 2017. u okviru solo-projekta „Takamovsky - Sonic Counterpoint“ objavio je CD. Ideja mu je bila upotrijebiti ime s mnogim japanskim, slavenskim ili engleskim konotacijama. U svojem solo projektu bavi se elektronskom glazbom s baroknim elementima. Berlaković kombinira harmonije iz baroka i renesanse s glazbom na gitari, koja je posložena kao viola da gamba, a to sve povezuje s elektronskom glazbom. Cilj mu je kombinirati naoko nespojive glazbene elemente.
Berlaković radi i radiofonske priče koje se emitiraju na programu radija Ö1. Berlaković i kolega glazbenik Ulrich Troyer komponirali su i snimili filmsku glazbu za DVD nijemoga filma „Die Würghand“ iz 1920. DVD je izdao Film Archiv Austria.
Aktivan je i u Bečanskom povrćnom orkestru.

## Vanjske poveznice
- Službena stranica